# Vayk
Vayk (armenio: Վայք) es una comunidad urbana de Armenia perteneciente a la provincia de Vayots' Dzor.
En 2011 tiene 5877 habitantes.
Fue fundada en 1828-1829 bajo el nombre de "Soylan", para acoger a refugiados armenios procedentes de las localidades persas de Salmas y Khoy en el actual Azerbaiyán Occidental, que habían tenido que emigrar a tierras rusas como consecuencia del tratado de Turkmenchay. En 1918-1921 fue un foco de resistencia contra la Unión Soviética, llegando a formar parte de la República de la Armenia Montañosa. Ya en época soviética, en 1956 Soylan recibió el estatus de asentamiento de tipo urbano y se cambió su nombre a "Azizbekov" en honor al revolucionario azerí Meshadi Azizbekov. La independencia de Armenia y el conflicto con Azerbaiyán hicieron desaconsejable mantener el nombre de un comunista azerí en una localidad armenia y en 1990 se adoptó el actual topónimo "Vayk".

## Ubicación
Se ubica unos 10 km al sureste de Yeghegnadzor, en la carretera que une dicha ciudad con Syunik'.